# Фаловый узел
Фа́ловый у́зел (от нидерл. val; англ. Topsail Halyard Bend) — морской соединяющий надёжный узел. Назван по наименованию парусных снастей, для крепления которых применяют (фал). На парусном корабле прямые паруса, которые ставят между марса-реем и нижним реем, называют «марселями». В зависимости от того, к какой мачте принадлежит парус, его называют «грот-марселем» на грот-мачте или «фор-марселем» на фок-мачте. Снасти, которые поднимают реи этих парусов, называют «грот-марса-фалом» и «фор-марса-фалом». Эти снасти прикрепляют к рею фаловым узлом. Завязывание гафельного, лисельного, фалового узлов — схожи, а различают их лишь по количеству шлагов на рее — у гафельного и лисельного узлов делают 2 шлага, фалового — 3. Фаловый узел находит применение в такелажных работах и быту. По своей структуре фаловый узел — это соединяющий узел, но не штык, однако в соответствии с морской традицией его относят к категории штыков как одно из четырёх исключений из обобщённого понятия «узел».

## Применение

### В морском деле
- Крепление снастей к рее

### В быту
- Крепление верёвки к гладкому круглому объекту